# Lago Boeckella
El lago Boeckella es un pequeño lago de agua dulce que se encuentra a 0,6 kilómetros al sur de la punta Foca y la bahía Esperanza, en el extremo noreste de la península Antártica.

## Características
Tiene aproximadamente 365 metros de largo y 180 metros de ancho, y está rodeado por depósitos morrénicos que datan del Cenozoico.
Es el más grande de una serie de lagos que se encuentran en la costa sur de la bahía Esperanza. Se alimenta del deshielo del cercano glaciar Buenos Aires y drena por un pequeño arroyo hacia la caleta Águila. Su superficie se descongela en verano, mientras que su fondo permanece permanentemente congelado, evitando su infiltración en el suelo.
Es el cuerpo de agua dulce más cercano a la Base Esperanza del Ejército Argentino, utilizándose como principal fuente de agua. La misma es tomada mediante una bomba que la lleva a dos cisternas de 2.000 litros. Mediante cañerías se distribuye por los edificios del área. El lago puede ser visitado por los turistas que llegan a la base.

## Historia y toponimia
Fue descubierto por un grupo que acompañaba a Johan Gunnar Andersson en la Expedición Antártica Sueca de 1901-1904, que pasó el invierno en la bahía Esperanza en 1903. Su nombre se debe al hallazgo en el lago de crustáceos del género Boeckella. Ha sido cartografiado por argentinos, británicos y chilenos.

## Flora y fauna
Es rica en algas y microorganismos, siendo objeto de estudios científicos por parte de los miembros del Programa de Limnología de la base Esperanza. En las cercanías habitan skúas (Stercorarius maccormicki) y gaviotas cocineras (Larus dominicanus).

## Reclamaciones territoriales
Argentina incluye al cerro en el departamento Antártida Argentina dentro de la provincia de Tierra del Fuego, Antártida e Islas del Atlántico Sur; para Chile forma parte de la comuna Antártica de la provincia Antártica Chilena dentro de la Región de Magallanes y de la Antártica Chilena; y para el Reino Unido integra el Territorio Antártico Británico. Las tres reclamaciones están sujetas a las disposiciones del Tratado Antártico.
Nomenclatura de los países reclamantes: 
- Argentina: Lago Boeckella[8]
- Chile: Lago Boeckella[4]
- Reino Unido: Lake Boeckella[8]